# SN 2000cb
SN 2000cb – supernowa typu II odkryta 27 kwietnia 2000 roku w galaktyce IC 1158. W momencie odkrycia miała maksymalną jasność 18,00m.